# 律历志
律曆志，纪传体史书中，记载中國朝代乐律和历法内容的篇章。

## 概述
古时以为十二音律与历象相应，故史书有《律历志》，把乐律和历法制度合为一篇。《史记·律书》：“律曆，天所以通五行八正之气。”《史记》分《律书》和《历书》，到了《汉书》将其合编为《律曆志》。《汉书》十志中的律曆志。记载汉代的音律、度量衡及历法。以后正史多沿用。
《后汉书》、《魏书》、《晋书》、《隋书》、《宋史》等都有《律曆志》。在《旧唐书》、《新唐书》、《旧五代史》、《元史》、《明史》中称《曆志》，《新五代史》中称《司天考》，《辽史》中称《曆象志》，就是只有曆志，没有律志。

## 延伸阅读
```
[
在维基数据
编
辑
]
```

 《漢書/卷020》，出自班固《漢書》